# Hallelu!
Hallelu! je deváté studiové album české hudební skupiny Spirituál kvintet, vydané v roce 1991. Obsahuje původní anglické verze známých písní skupiny. V roce 2007 vyšla reedice na CD.

## Seznam skladeb
| Pořadí         | Název                        | Délka |
| -------------- | ---------------------------- | ----- |
| 1.             | Oh, Freedom                  | 4:29  |
| 2.             | Scandalize My Name           | 1:32  |
| 3.             | Steal Away                   | 2:48  |
| 4.             | It's Me                      | 2:13  |
| 5.             | I'm A‑Rollin'                | 1:52  |
| 6.             | De Angel Roll De Stone Away  | 2:58  |
| 7.             | I Got a Mule                 | 2:11  |
| 8.             | Gimme Dat Ol' Time Religion  | 3:25  |
| 9.             | True Religion                | 3:42  |
| 10.            | Woke Up This Mornin'         | 3:12  |
| 11.            | Twelve Gates                 | 2:56  |
| 12.            | Go Where I Send Thee         | 2:14  |
| 13.            | Wayfaring Stranger           | 5:29  |
| 14.            | Ride the Chariot             | 1:59  |
| 15.            | What Month Was Jesus Born in | 2:19  |
| 16.            | Farewell                     | 3:01  |
| 17.            | Mary Had a Little Baby       | 2:42  |
| 18.            | When the Stars Begin to Fall | 3:25  |
| 19.            | Every Time I Fell the Spirit | 1:53  |
| 20.            | Jesus Met a Woman            | 4:36  |
| 21.            | Ain't No Grave               | 2:58  |
| Celková délka: | Celková délka:               | 63:12 |